# Antonio La Palma
Antonio La Palma (Brindisi, 21 marzo 1951) è un allenatore di calcio ed ex calciatore italiano, di ruolo difensore.

## Caratteristiche tecniche
Giocava come terzino sinistro e successivamente come stopper.

## Carriera

### Giocatore
Ha giocato in Serie A con Napoli e Avellino, per complessive 95 presenze e 4 reti in massima serie (una sola presenza con gli irpini). Nelle file dei partenopei, in cui ha militato per cinque stagioni dal 1974 al 1978, ha conquistato la Coppa Italia 1975-1976 e la Coppa di Lega Italo-Inglese 1976 contro il Southampton.
Ha disputato inoltre cinque campionati di Serie B con Brindisi, Lecce e Bari per complessive 157 presenze fra i cadetti. Per quanto mostrato con la maglia della squadra brindisina, gli fu dedicato un club di tifosi.
Il 30 dicembre 1975 fu convocato in nazionale per un'amichevole contro la Grecia, ma rimase in panchina per tutto l'arco della gara.

### Allenatore
Terminata la carriera da calciatore ha allenato Francavilla Fontana, Nardò, Kroton, Adelaide Nicastro (nella stagione 1989-1990, l'unica disputata dai calabresi fra i professionisti), Brindisi, L.S. Cariatese, Rossanese, Trani, Canosa, Ostuni, Martina, Isola Liri, Ginosa, Ortona e Sarzanese.

## Palmarès

### Giocatore

#### Competizioni nazionali
- Campionato italiano Serie C: 1

Brindisi: 1971-1972 (girone C)
- Coppa Italia: 1

Napoli: 1975-1976

#### Competizioni internazionali
- Coppa di Lega Italo-Inglese: 1

Napoli: 1976